# Aggabodhi IV
Aggabodhi IV (Siri Sanghabodi) fou rei d'Anuradhapura (Sri Lanka) del 673 al 689, germà petit i successor de Dathopa Tissa II.
Va descarregar-se de part del poder concedint altes funcions a persones de reconegudes capacitats i va concedir honors segons rang i èxits. Va dedicar especial atenció a la fraternitat del Maha Vihara restaurant totes les pirivenes i els vihares deteriorats i va concedir regals i terres valuoses als monestirs. Home cultes, va estudiar amb profunditat les escriptures budistes escoltant les lectures dels grans monjos especialment Dathasiva, el superior del monestir de Nagasala, per al qual va construir una casa de devoció a la que va dotar amb onze pobles. Va ser tant gran el gel del rei en el foment del budisme que el nombre total de pobles concedits a les tres comunitats principals hauria estat de un miler. Els alts funcionaris de l'estat i els homes rics del país van seguir l'exemple del rei en els seus actes en favor de la religió; per exemple un ric funcionari tàmil de nom Pottha-kuttha, hauria construït una casa de devoció que va tenir el nom de Matambiya i va agregar quatre pobles pel seu manteniment; un comandant singalès de l'exèrcit reial va construir una escola agregada al Jetavana i li va donar el nom del rei; el sub-rei Sangatissa va construir el pirivena (col·legi) Sebala Uparaja; altres funcionaris van construir els pirivenes Makanda i Cullapautha i nombrosos vihares en diverses parts del regne; l'esposa del rei, Jettha, va construir un convent de monges de nom Jetthavama.
El rei va passar els darrers anys de la seva vida a Polonnaruwa, que bastant de temps després esdevindria capital del regne. Va morir allí després de 16 anys de regnat, duna malaltia qualificada de incurable; abans de morir va convocar al poble i el va exhortar a viure d'acord amb la llei. Després de la mort el poble va lamentar la pèrdua i va assistir massivament a la seva incineració. Les cendres de la pira foren recollides per servir de medicina. El cap militar tàmil Pottha-kuttha va assolir el poder i va fer empresonar als que se li van oposar. Aviat es va donar compte que no seria acceptar com a rei al no ser de raça singalesa i va posar al tron a un jove de sang reial de nom Datta (Walpiti Wasidata o Dantamana).